# Rajon Odessa
Der Rajon Odessa (ukrainisch Одеський район/Odeskyj rajon; russisch Одесский район/Odeskyj rajon) ist eine Verwaltungseinheit im äußersten Süden der Ukraine und gehört zur Oblast Odessa.

## Geschichte
Ein Vorläufer des Rajons entstand Anfang 1923 und wurde am 30. Dezember 1962 aufgelöst, wobei das Rajonsgebiet auf die Rajone Biljajiwka und Kominterniwske aufgeteilt wurde.
In seiner aktuellen Ausdehnung entstand der Rajon Odessa im Rahmen der administrativ-territorialen Reform am 17. Juli 2020 auf dem Gebiet der gleichzeitig aufgelösten Rajone Biljajiwka, Owidiopol (ohne die Landgemeinde Karolino-Buhas) und Lyman (ohne die Landgemeinde Kurissowe) und kleinen Teilen des Rajons Rosdilna (Landratsgemeinde Jehoriwka), des Rajons Iwaniwka (Landratsgemeinde Pawlynka) und des Rajons Bilhorod-Dnistrowskyj (Landratsgemeinde Udobne) sowie der bis dahin unter Oblastverwaltung stehenden Städte Odessa, Biljajiwka, Teplodar, Tschornomorsk und Juschne.

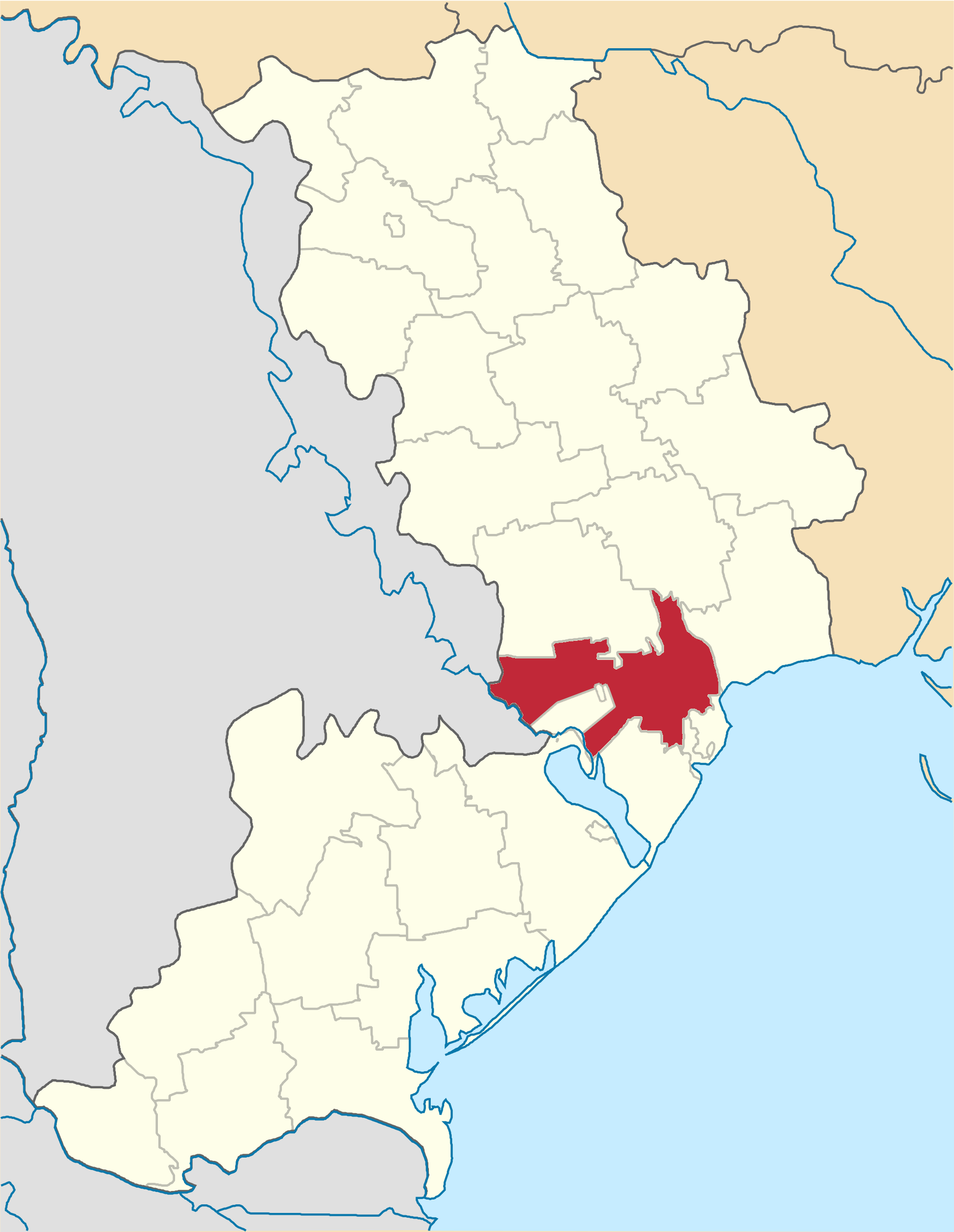
Rajon Biljajiwka bis Juli 2020
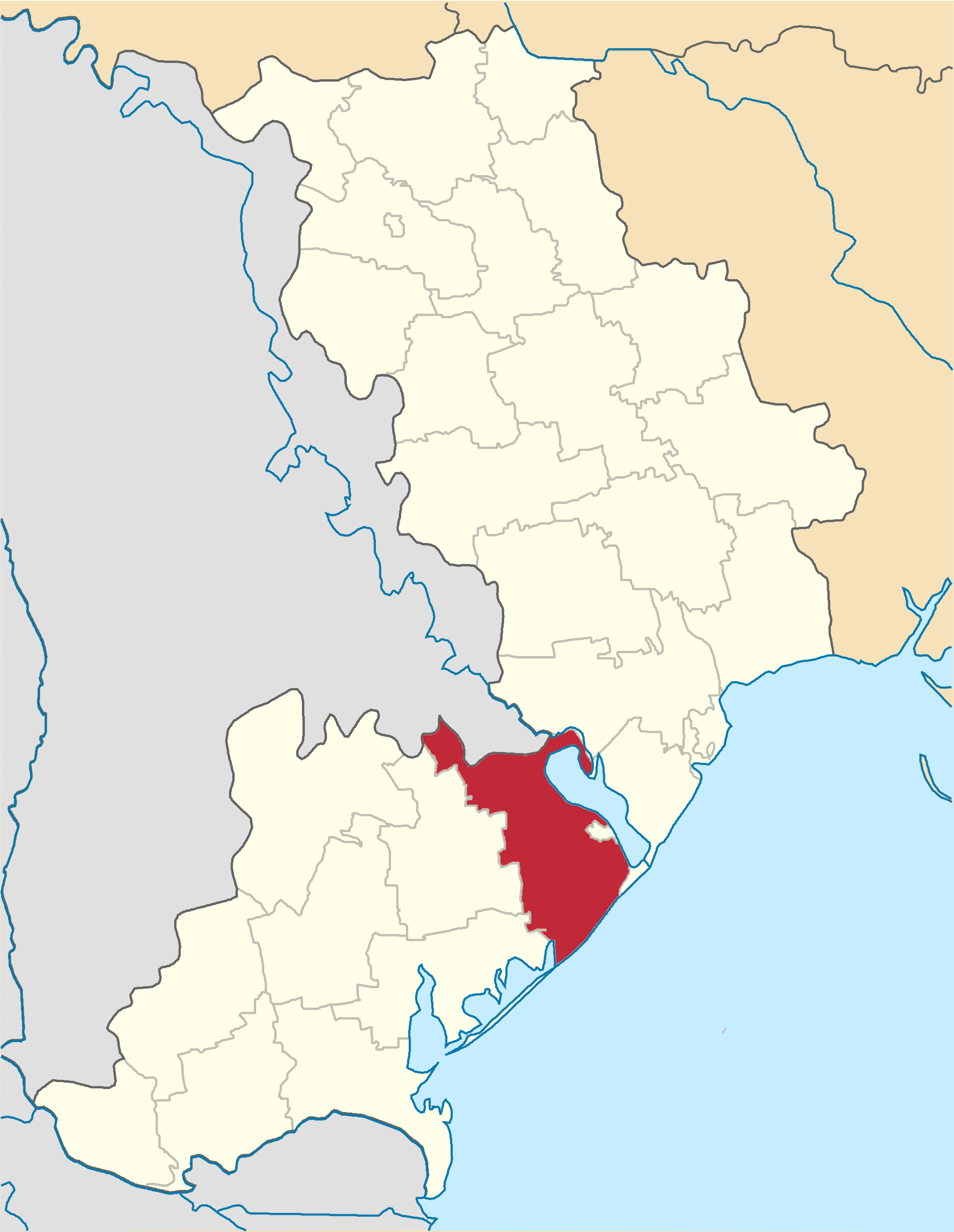
Rajon Bilhorod-Dnistrowskyj bis Juli 2020
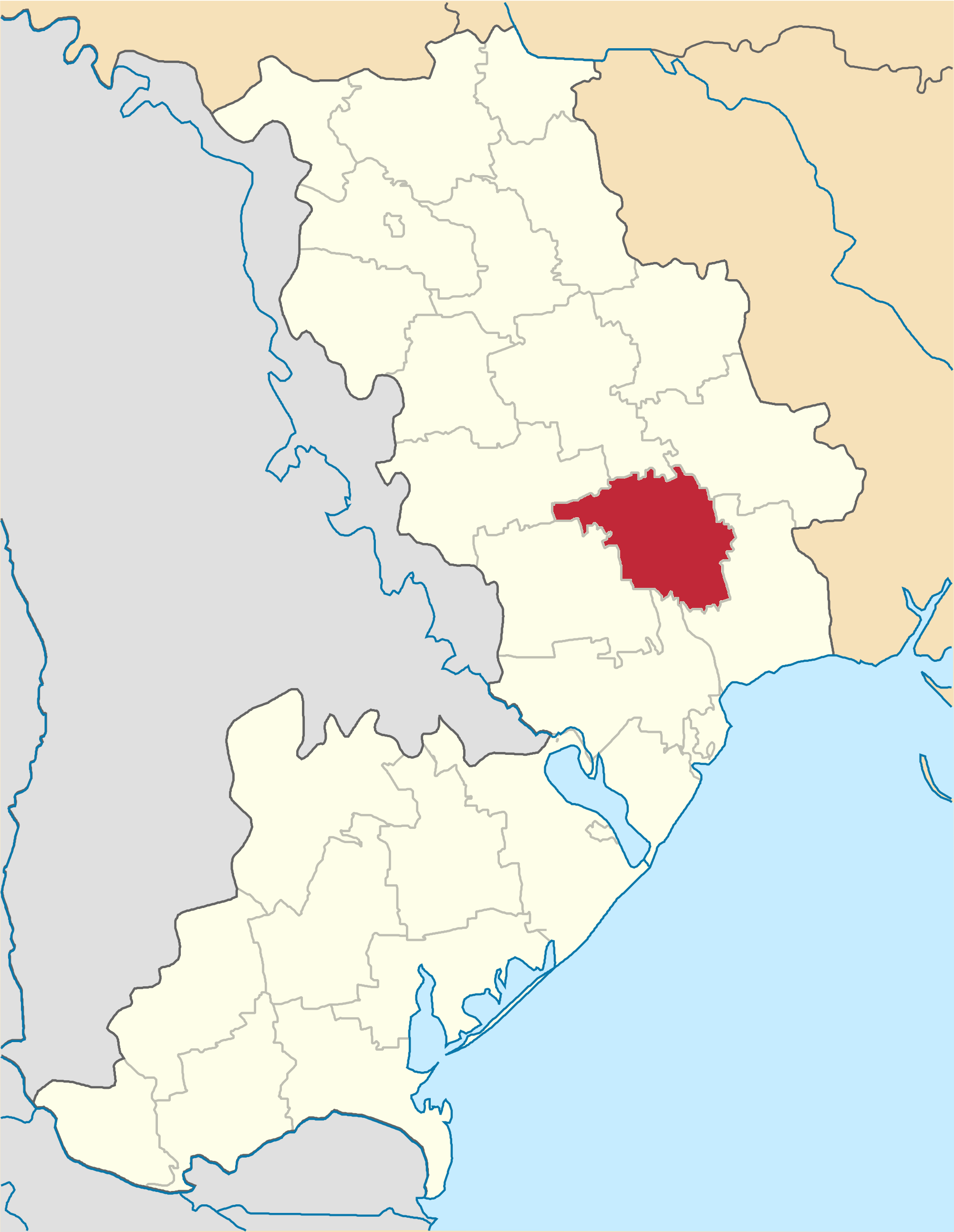
Rajon Iwaniwka bis Juli 2020
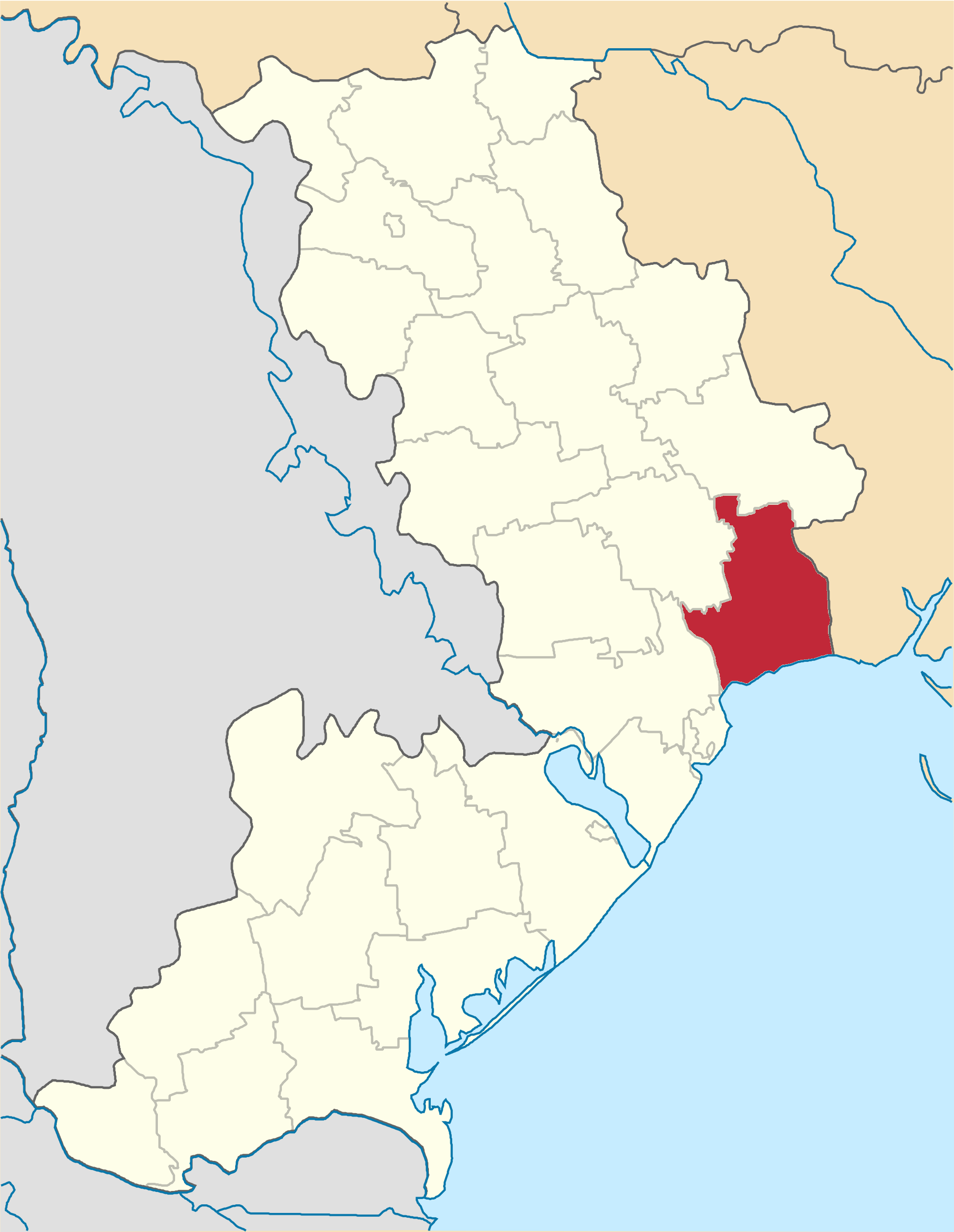
Rajon Lyman bis Juli 2020
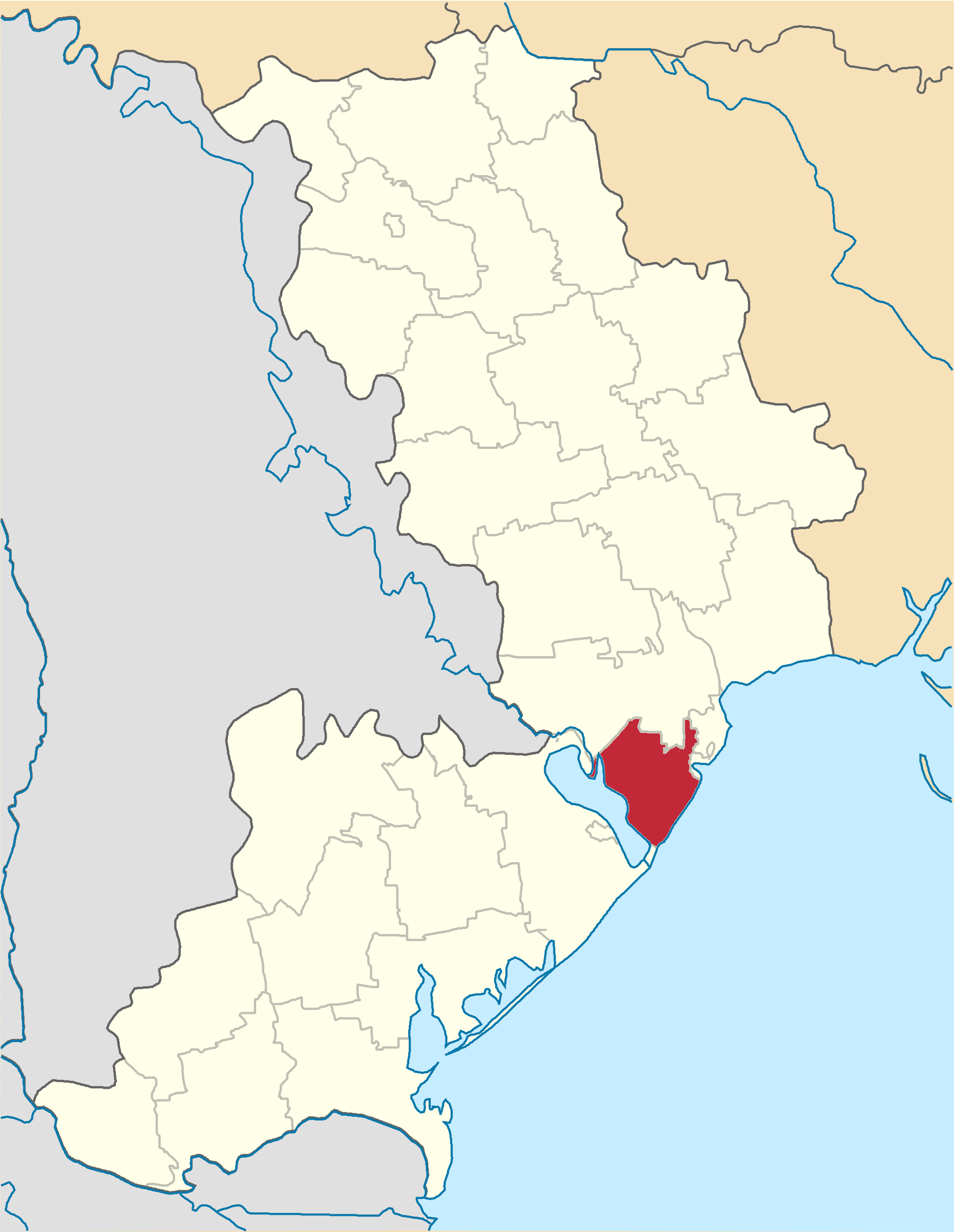
Rajon Owidiopol bis Juli 2020
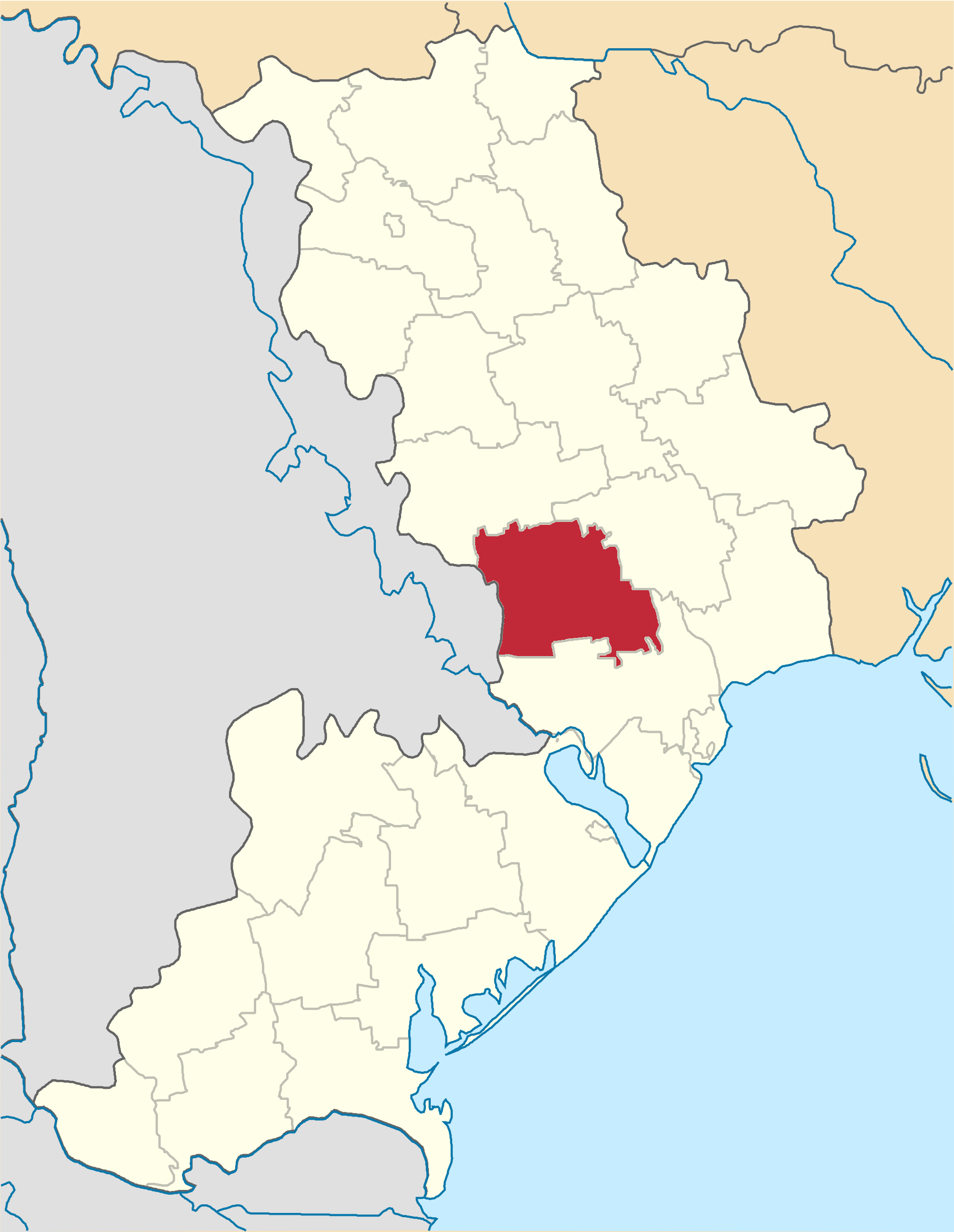
Rajon Rosdilna bis Juli 2020
Rajonsgebiet ab Juli 2020

## Geographie
Der Rajon liegt im Zentrum der Oblast Odessa. Er grenzt im Norden an die Rajone Rosdilna und Beresiwka, im Osten an den Rajon Mykolajiw in der Oblast Mykolajiw, im Süden an das Schwarze Meer und im Westen an den Rajon Bilhorod-Dnistrowskyj und die Republik Moldau.

## Administrative Gliederung
Auf kommunaler Ebene ist der Rajon in 22 Hromadas (5 Stadtgemeinden, 6 Siedlungsgemeinden und 11 Landgemeinden) unterteilt, denen jeweils einzelne Ortschaften untergeordnet sind.
Zum Verwaltungsgebiet gehören:
- 5 Städte
- 9 Siedlungen städtischen Typs
- 130 Dörfer
- 11 Ansiedlungen

Die Hromadas sind im Einzelnen:
- Stadtgemeinde Biljajiwka
- Stadtgemeinde Juschne
- Stadtgemeinde Odessa
- Stadtgemeinde Teplodar
- Stadtgemeinde Tschornomorsk
- Siedlungsgemeinde Awanhard
- Siedlungsgemeinde Dobroslaw
- Siedlungsgemeinde Owidiopol
- Siedlungsgemeinde Tajirowe
- Siedlungsgemeinde Tschornomorske
- Siedlungsgemeinde Welykodolynske
- Landgemeinde Dalnyk
- Landgemeinde Datschne
- Landgemeinde Fontanka
- Landgemeinde Jasky
- Landgemeinde Krasnosilka
- Landgemeinde Majaky
- Landgemeinde Nerubajske
- Landgemeinde Ussatowe
- Landgemeinde Welykyj Dalnyk
- Landgemeinde Wyhoda
- Landgemeinde Wysyrka